# ピッチディーラー -蹴球賭場師-
『ピッチディーラー -蹴球賭場師-』は、原作：昌子春、作画：外山健生による日本の漫画作品。『週刊ヤングマガジン』（講談社）にて、2017年10号から同年43号まで連載された。
プロサッカーの世界を舞台に、サッカー賭博の胴元の指示の下、それぞれの技術を駆使して八百長を成立させ莫大な報奨金を稼ぐ、蹴球賭場師（ピッチディーラー）の姿を描く。

## あらすじ
大学サッカー出身の天才キーパー・新堂龍司はJプレミアの東京VERSUS（ヴェルサス）に入団し開幕戦でプロデビューを果たす。試合は前年から無敗記録を継続中のVERSUSが格下を相手に0-2のスコアで敗れ、マスメディアやサポーターからは非難を浴びるが、試合後のロッカールームで新堂はチームメイトの滝幸次郎、佐々木武尊、ハルクとともに、現場責任者の安東から大金を受け取る。彼らはプロサッカー選手として活動する裏で、胴元の指示の下で持ち前の技術を駆使して試合結果を操り、多額の報酬を得る蹴球賭場師（ピッチディーラー）だったのだ。
新堂は一度はサッカー選手としての夢を諦めていたが父の死の真相を探るべく、安東のスカウトを受けて、裏の世界に足を踏み入れていた。一方、自らのゲームプランの下で八百長を成立させることに自信を持つ滝は、意に従おうとしない新堂に不満を覚え、妨げになるような真似は控えるように迫るが、彼の目的が賭博組織に接近することにあると知り、自身の秘密を明かす。

## 登場人物

### 主要人物
新堂 龍司（しんどう りゅうじ）
東京VERSUS所属。ポジションはゴールキーパー。背番号1。
中学時代から天才キーパーと称されていたが、父が自殺を遂げて以来、現場に残されていたペンダントを手掛かりに、その真相を探り復讐を成そうとする。一度はサッカーを辞めていたが、安東との出会いを契機に大学サッカーで復帰し、卒業後は蹴球賭場師に加わり、謎の組織に近づこうと試みる。
滝 幸次郎（たき こうじろう）
東京VERSUS所属。ポジションはディフェンダー（センターバック）。背番号4。
少年時代から天才と呼ばれた選手で、冷静な読みと統率力、ビルドアップ能力を武器に、最後尾からチームを束ねる。完璧なゲームプランを遂行させるための自己投資と称して、各国リーグからの情報収集にも余念がない。蹴球賭場師に加わった経緯は定かではないが、背中には龍をかたどった大きな刺青が刻まれている。
佐々木 武尊（ささき たける）
東京VERSUS所属。ポジションはミッドフィールダー（攻撃的MF）。元日本代表。背番号10。
プレースキックをはじめとした正確なキックが持ち味で、かつては「最もキングに近い男」と評されていた。蹴球賭場師に加わった経緯は定かではない。K應義塾大学出身で、チームメイトの鈴木は後輩にあたる。
ハルク
東京VERSUS所属。ポジションはフォワード（センターフォワード）。コロンビア代表。背番号9。
FIFAワールドカップで得点王を獲得した経験のある屈強なストライカーで、「コロンビアの英雄」と称される。坊主頭に太いもみあげ、オネエ言葉が特徴。蹴球賭場師に加わった経緯は定かではない。
安東（あんどう）
東京VERSUSの専属ホペイロ、蹴球賭場師の現場責任者兼スカウトマン。
ホペイロとしてロッカールームに入り込める特性を生かし、胴元からの指示を伝える役割を担っている。新堂の父の死亡現場に残されていたペンダントと同じものを身に付けており、それが自分の所属する賭博組織の代紋であることを彼に教え、蹴球賭場師に加わることこそが組織に近づく最善の道だと説き伏せる。

### 東京VERSUS
鈴木（すずき）
ポジションはフォワード。背番号11。
K應義塾大学出身で、佐々木の後輩。既婚者。越谷アルディーノ所属の小谷とは大学の同期で、妻の涼子をかけて張り合った仲。アルディーノ戦ではそれまでの不調を払拭する好プレーを見せるも、佐々木の術中にはまり退場処分となる。
ニコライビッチ
ポジションはミッドフィールダー（ボランチ）。元ユーゴスラビア代表。背番号22。
積極果敢な守備を得意とするベテラン選手。直情型の性格で、滝曰く「松岡修造タイプの根っからの感動屋」。

## 書誌情報
- 昌子春（原作）・外本健生（作画）『ピッチディーラー -蹴球賭場師-』 講談社〈ヤンマガKCスペシャル〉、全3巻
  1. 2017年6月6日発売[講 1] ISBN 978-4-06-382971-6
  2. 2017年9月6日発売[講 2] ISBN 978-4-06-510128-5
  3. 2017年12月6日発売[講 3] ISBN 978-4-06-510534-4

#### ヤンマガKCスペシャル
1. ↑  “『ピッチディーラー ‐蹴球賭場師‐（1）』”. 2017年6月10日閲覧。
2. ↑  “『ピッチディーラー ‐蹴球賭場師‐（2）』”. 2017年9月6日閲覧。
3. ↑  “『ピッチディーラー ‐蹴球賭場師‐（3）』”. 2017年12月6日閲覧。